# Elmerinula capnoides
Elmerinula capnoides — вид грибів, що належить до монотипового роду  Elmerinula.